# Gmina Zabierzów
Die Gmina Zabierzów [za'bʲɛʒuf] ist eine Landgemeinde im Powiat Krakowski in der Woiwodschaft Kleinpolen in Polen. Ihr Sitz ist das gleichnamige Dorf mit 4700 Einwohnern (2011).

## Geographie
Die Gemeinde hat eine Flächenausdehnung von 99,6 km². 65 % des Gemeindegebiets werden landwirtschaftlich genutzt, 14 % sind mit Wald bedeckt. Zabierzów liegt etwa 12 Kilometer nordwestlich von Krakau am Fluss Rudawa. Der Teil südlich der Rudawa gehört zum Landschaftspark Tenczyński Park Krajobrazowy.

## Geschichte
Von 1975 bis 1998 gehörte die Gemeinde zur Woiwodschaft Krakau.

### Wappen
Das Wappen der Gemeinde hat die Form eines Schildes. Auf der linken Seite ist ein Greif mit goldenen Schnabel und Klauen auf rotem Grund abgebildet. Die rechte Seite zeigt auf blauem Grund einen Ritter in Rüstung. In seinen Händen hält er ein rotes Schild.

## Gliederung
Die Landgemeinde (gmina wiejska) Zabierzów ist in 23 Schulzenämter untergliedert.
| Sołectwo         | Einwohner | Sołectwo        | Einwohner |
| ---------------- | --------- | --------------- | --------- |
| 1 Aleksandrowice | 714       | 13 Niegoszowice | 468       |
| 2 Balice         | 1200      | 14 Nielepice    | 749       |
| 3 Bolechowice    | 1560      | 15 Pisary       | 525       |
| 4 Brzezie        | 742       | 16 Radwanowice  | 531       |
| 5 Brzezinka      | 622       | 17 Rudawa       | 1200      |
| 6 Brzoskwinia    | 767       | 18 Rząska       | 1597      |
| 7 Burów          | 332       | 19 Szczyglice   | 465       |
| 8 Karniowice     | 840       | 20 Ujazd        | 273       |
| 9 Kleszczów      | 308       | 21 Więckowice   | 543       |
| 10 Kobylany      | 785       | 22 Zabierzów    | 4700      |
| 11 Kochanów      | 241       | 23 Zelków       | 554       |
| 12 Młynka        | 224       |                 |           |

## Infrastruktur
Im Ort Rząska befindet sich der Kraków Business Park, der über einen eigenen Bahnhaltepunkt verfügt.

### Bildung
Die Gemeinde verfügt über elf Kindergärten (Przedszkole), elf Grundschulen (szkoła podstawowa) und drei Mittelschulen (gimnazjum).